# Andreas Tobiasson
Andreas Tobiasson (* 14. Dezember 1983) ist ein ehemaliger schwedischer Fußballspieler. Der Abwehrspieler, der zu einem Einsatz in der schwedischen U-21-Auswahl kam, spielte für GAIS in der Allsvenskan.

## Werdegang
Tobiasson entstammt der Jugend von Jonsereds IF. Dort wurde er von den Verantwortlichen von GAIS entdeckt, die den Nachwuchsspieler vor Beginn der Spielzeit 2004 verpflichteten. Am 27. Juni 2004 debütierte er beim 3:2-Auswärtssieg gegen Friska Viljor FC in der Superettan und erzielte in der 75. Spielminute mit dem Treffer zum 1:1-Zwischenstand direkt sein erstes Profitor. Unter dem neuen Trainer Roland Nilsson, der beim Zweitligisten seine erste Trainerstation im Männerfußball antrat, konnte er sich in der Folge in der Mannschaft um Spieler wie den vormaligen schwedischen Nationalspieler Hans Blomqvist, Bobbie Friberg Da Cruz oder Fredrik Lundgren einen Stammplatz in der Abwehr erkämpfen. Im November des Jahres berief ihn Torbjörn Nilsson, der Trainer der schwedischen U21, zum Jahresabschlussländerspiel der Juniorenauswahl. Am 16. November 2004 debütierte er gegen die schottische U21-Auswahl im Nationaltrikot, als er in der 83. Spielminute eingewechselt wurde.
Auch in seiner zweiten Spielzeit bei GAIS konnte Tobiasson seinen Platz in der Verteidigung behaupten. In der um Spieler wie Wilton Figueiredo, der 15 Saisontore erzielte, und den einmaligen Nationaltorhüter Dime Jankulovski verstärkten Mannschaft kam er zu 23 Saisoneinsätzen. Gegen Saisonende wurde er jedoch von einem Bruch gebremst und konnte im Aufstiegskampf nicht mehr mithelfen. Letztendlich erspielte sich das Team in der Superettan den dritten Tabellenrang und qualifizierte sich damit für die Relegationsspiele zur Allsvenskan. Nach einem 2:1-Heimerfolg und einem 0:0-Unentschieden im Rückspiel gegen Landskrona BoIS gelang zusammen mit AIK und Östers IF der Aufstieg in die erste Liga.
Nach seiner Genesung musste Tobiasson zunächst mit einem Platz auf der Ersatzbank vorliebnehmen und kam bei der 2:5-Niederlage gegen Hammarby IF am 10. Mai 2006 als Einwechselspieler für Lundgren zu seinem Erstligadebüt. Gegen Ende der Spielzeit konnte er Mattias Östberg aus der Viererkette verdrängen und hinterließ bei seinem ersten Erstligaspiel in der Startelf, einem 1:1-Unentschieden gegen Halmstads BK am 20. September 2006, einen starken Eindruck. Anschließend bildete er zusammen mit Richard Ekunde die Innenverteidigung von GAIS. In der Spielzeit 2007 hatte er sich endgültig etabliert und bestritt alle 26 Saisonspiele.
Auch unter dem neuen Trainer Magnus Pehrsson, der zunächst Björn Andersson und später Bobbie Friberg Da Cruz an seine Seite stellte, gehörte Tobiasson in der Spielzeit 2008 zum Stammpersonal vor Torwart Jankulovski. Im August verlor er kurzzeitig seinen Stammplatz an Ekunde, gegen Ende des Monats stand er jedoch wieder in der Startelf. Nachdem er im folgenden Jahr unter dem neuen Trainer Alexander Axén nur unregelmäßig aufgelaufen war, wechselte er im Juli 2009 auf Leihbasis zum Zweitligisten Vasalunds IF. Dort kam er verletzungsbedingt zu nur zwei Spieleinsätzen und verpasste mit der Mannschaft aus Solna am Ende der Zweitligaspielzeit 2009 als Tabellenletzter den Klassenerhalt.
Im Februar 2010 wechselte Tobiasson zum Zweitligisten Ljungskile SK, der zudem seinen Vater Ove Tobiasson als Torwarttrainer verpflichtete. Nachdem er in seinem ersten Jahr beim Klub verletzungsbedingt gänzlich ohne Meisterschaftseinsatz geblieben war, kam er in der Zweitliga-Spielzeit 2011 zu zwei Kurzeinsätzen als Einwechselspieler. Im Sommer des Jahres wurde daher die vertragliche Vereinbarung aufgehoben.
Nachdem Tobiasson bereits während seiner aktiven Zeit zeitweise für Intersport im Sportartikelhandel tätig gewesen war, übernahm er nach seinem Karriereende eine Anstellung bei der schwedischen Tochter des norwegischen Sportartikelherstellers XXL Sport & Villmark im Logistikbereich.